# Baía da Commonwealth
A Baía da Commonwealth é uma baía aberta de cerca de 48 km de largura que fica entre o ponto Alden e o cabo cinza, na Antártica. Essa baía foi descoberta em 1912 durante a Expedição Antártica Australasiática, comandada por Douglas Mawson, que estabeleceu a base principal da expedição em cabo Denison à frente da baía.

## Vento catabático

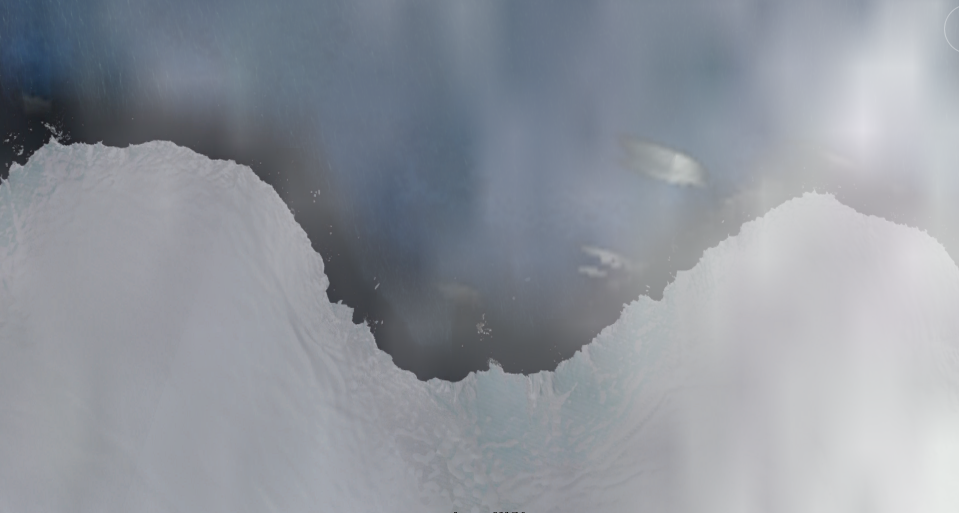
Vista aérea da baía.

É considerada  como o lugar com os ventos mais turbulentos da terra, regularmente excedendo 240 km/h e com velocidade média anual de  80 km/h.
As tempestades são causadas por vento catabático, um fluxo concentrado de ar frio em movimento ao longo da superfície íngreme do escudo de gelo em direção ao mar. O fluxo de ar é acelerado pelo aumento do gradiente térmico entre a superfície de gelo e o monólito de penhasco em cabo Denison. No verão, há períodos de relativa calma, mas durante o inverno as tempestades são especialmente fortes e de longa duração e podem começar e terminar inesperadamente. Tempestades com início e fim abruptos podem ser acompanhadas por redemoinhos poderosos e expressivas nuvens de curta duração e velozes na linha de costa. Apesar das condições meteorológicas extremas, a Baía de costa da Commonwealth é uma área importante de preservação para Petreis Antárticos, pinguins-imperadores e pinguins de adélia, que significa que há também focas-leopardo.

## Redução populacional dos pinguins de adélia
Uma colônia de pinguins de adélia residente na baía sofreu um acidente que reduziu drasticamente sua população, de 160.000 para 10.000, em 2010. A única saída para o mar que havia na região foi bloqueada por um iceberg gigante com cerca de 100 km de diâmetro, e a colônia agora está efetivamente isolada.